# Baryssinus
Baryssinus is een kevergeslacht uit de familie van de boktorren (Cerambycidae). De wetenschappelijke naam van het geslacht werd voor het eerst geldig gepubliceerd in 1864 door Bates.

## Soorten
Baryssinus omvat de volgende soorten:
- Baryssinus albifrons Monné & Martins, 1976
- Baryssinus amoenus Monné M. A. & Monné M. L., 2012
- Baryssinus bicirrifer Bates, 1872
- Baryssinus bilineatus Bates, 1864
- Baryssinus chemsaki Monné, 1985
- Baryssinus giesberti Monné M. A. & Monné M. L., 2007
- Baryssinus huedepohli Monné & Martins, 1976
- Baryssinus marcelae Martins & Monné, 1974
- Baryssinus marisae Martins & Monné, 1974
- Baryssinus melasmus Monné & Martins, 1976
- Baryssinus mimus Monné M. A. & Monné M. L., 2007
- Baryssinus modestus Monné, 1985
- Baryssinus penicillatus Bates, 1864
- Baryssinus robertoi Monné & Martins, 1976
- Baryssinus silviae Martins & Monné, 1974